# Джикураули, Ивери
Ивери Джикураули (груз. ივერი ჯიქურაული, род.22 марта 1976) — грузинский дзюдоист, призёр чемпионатов Европы.

## Биография
Родился в 1976 году в Душети. В 1994 году стал бронзовым призёром чемпионата Европы. На чемпионате Европы 1995 года стал обладателем серебряной медали. В 2000 году вновь стал обладателем бронзовой медали чемпионата Европы, а на Олимпийских играх в Сиднее занял 7-е место. В 2001 году опять завоевал бронзовую медаль чемпионата Европы. В 2004 году принял участие в Олимпийских играх в Афинах, но наград не завоевал.